# Zungenblüte

Aufbau einer Zungenblüte:
A. Fruchtknoten
B. Pappus
C. Verwachsene Staubbeutel
D. Zunge
E. Zweiästiger Stempel

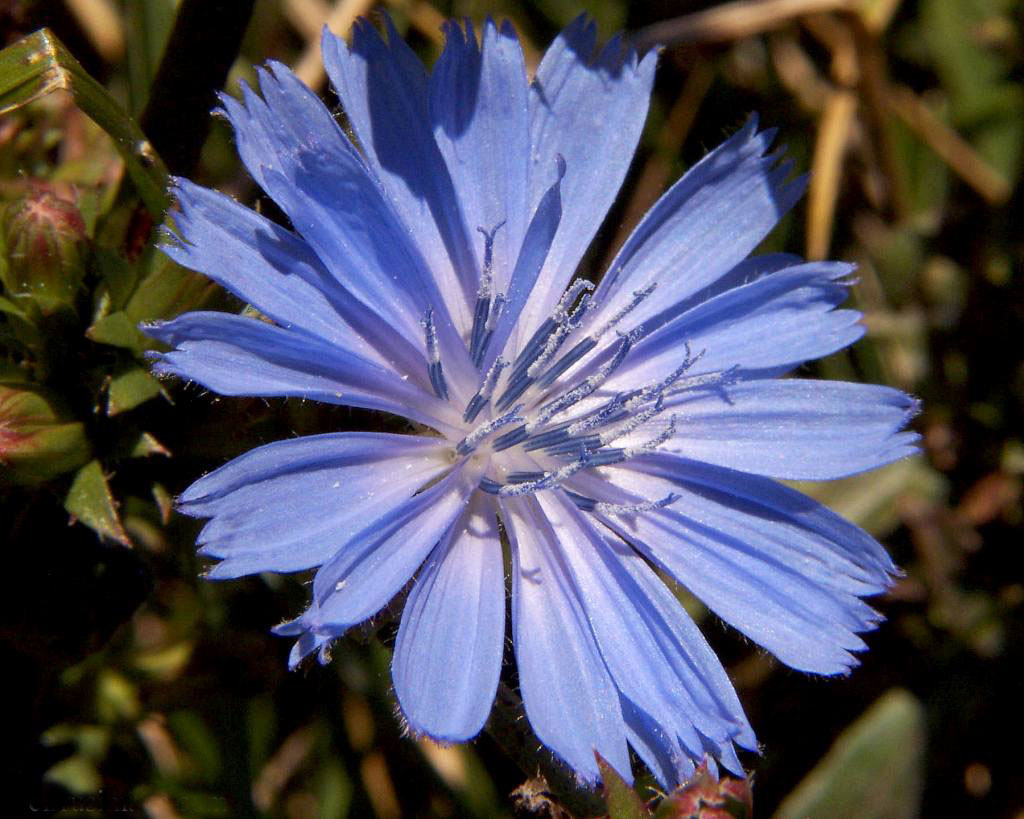
Ausschließlich aus Zungenblüten bestehendes Blütenkörbchen der Wegwarte (Cichorium intybus)

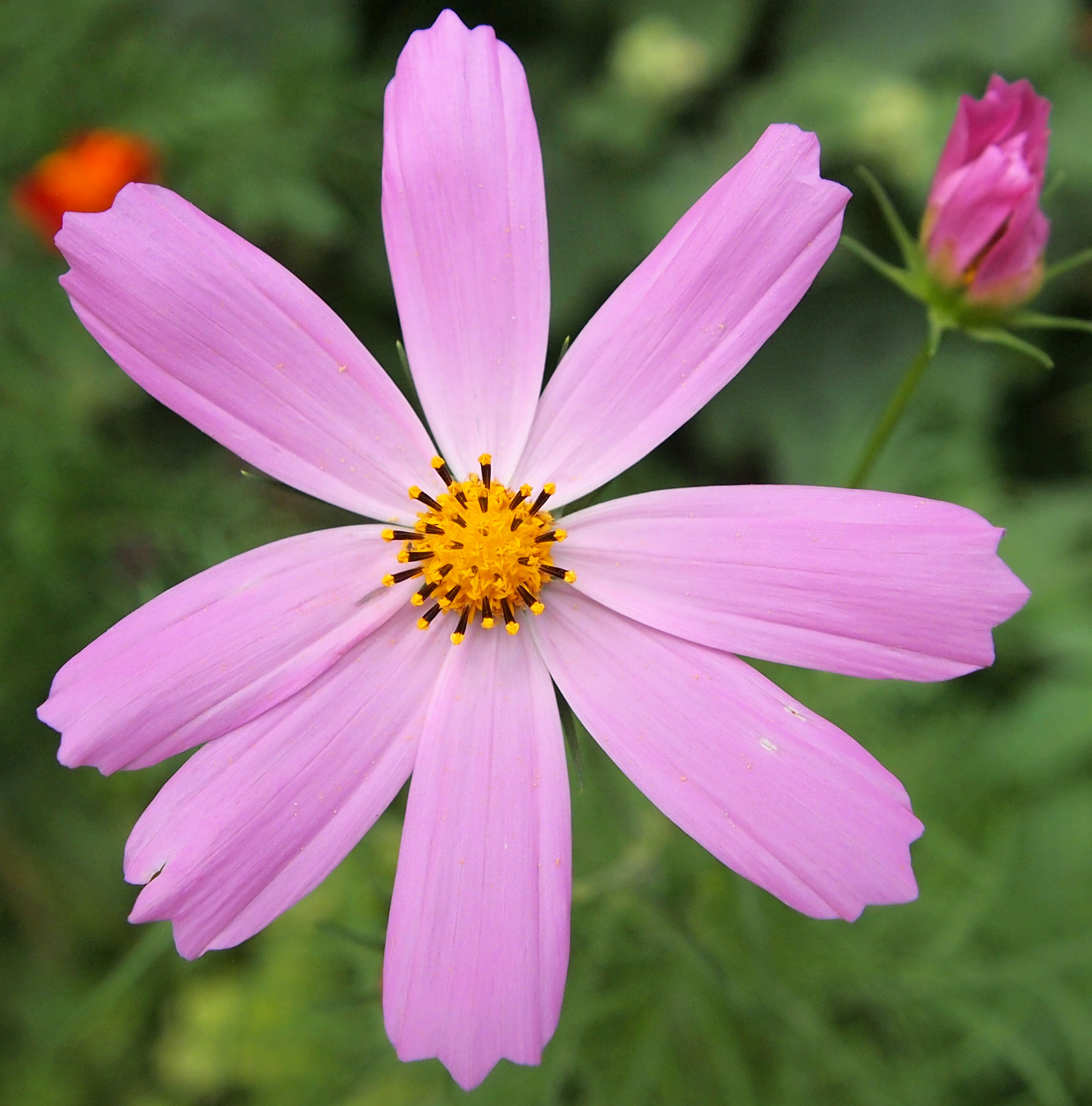
Rosa Zungenblüten am Rand des Blütenkörbchens des Schmuckkörbchens (Cosmos bipinnatus)

Als Zungenblüten (auch Strahlenblüten) bezeichnet man zygomorphe Einzelblüten in den scheinblütigen Blütenkörbchen von Vertretern der Pflanzenfamilie der Korbblütler (Asteraceae).
Der Kelch ist zum Pappus umgebildet, er besteht aus Borsten, Haaren oder Schuppen oder kann auch ganz reduziert sein. Die drei oder fünf Blütenkronblätter sind im unteren Teil zu einer kurzen Röhre verwachsen. Im oberen Bereich formen sie eine sehr stark einseitig verlängerte, sogenannte Zunge (auch Zungenblatt oder Strahl genannt), die je nach Anzahl der beteiligten Kronblätter in fünf- oder drei Zipfeln endet. Die drei bis fünf Staubblätter sind an den Antheren verwachsen, durch welche der zweiästige, -narbige Griffel hindurchwächst. Die meistens freien Staubfäden sind an der Basis mit der Krone verwachsen und bilden einen Stamen-Corollentubus. Der unterständige und einkammerige Fruchtknoten besteht aus zwei Fruchtblättern mit einer Samenanlage und basaler Plazentation.
Sie stehen meistens am Rand der Blütenkörbe neben den dicht stehenden, mittigen Röhrenblüten, wie bei vielen Asteroideae. Dadurch entsteht der Gesamteindruck einer großen Blüte – es ist aber tatsächlich ein Blütenstand aus vielen kleinen Einzelblüten. Die Zungenblüten können am Körbchenboden in der Achsel von reduzierten Deckblättern stehen, die Spreuschuppen (Palea) genannt werden. Es werden Achänen (Cypselas) oder sehr selten Steinfrüchte (Chrysanthemoides) gebildet.
Die Blüten sind normalerweise protandrisch (vormännlich), der Griffel schiebt sich durch die Antherenröhre und schiebt dabei den Pollen mit „Fegehaaren“ heraus, die sich an der Außenseite oder der Spitze des Griffels befinden (sekundäre Pollenpräsentation). Erst danach ist die Narbe empfängnisfähig. Sie sind sehr häufig auch nur eingeschlechtlich oder auch steril, sowie neutral, d. h. sie haben gar keine Sexualorgane und dienen nur der Lockfunktion. Möglich ist auch eine reduzierte Form, hier sind die Petalen ganz oder teilweise reduziert. Auch eine zweilippige Ausbildung ist selten möglich, bilabiat oder pseudobilabiat; mit einer drei- oder vierlappigen Oberlippe und ein oder zwei kleinen Unterlappen, wie im Tribus der Mutisieae oder in der Unterfamilie der Barnadesioideae und bei den Pectis.
Bei der Unterfamilie Cichorioideae und einigen Asteroideae enthalten die Blütenkörbchen meist Zungenblüten. Auch gibt es Unterfamilien, die nur Röhrenblüten besitzen (Carduoideae).